# 黃景章
黄景章（1578年—17世纪？），字唐叔，浙江宁波府鄞县人，明朝官员。

## 生平
戊寅年（1578年）二月初四日生。萬曆二十五年（1597年）丁酉科浙江乡试举人，萬曆三十五年（1607年）丁未科进士，刑部观政，本年六月授山东平原县知县，以治行闻，三十九年升工部主事，管器皿厂，四十三年升员外，四十四年升郎中，管理中河。泰昌元年（1260年），升广西右参政，天启三年（1623年），升湖广按察使，入觐，举卓异，赐宴礼部。五年升左布政，七年升南鸿胪寺卿。崇祯元年（1628年），升应天府尹，时逆珰魏忠贤势炽甚，景章力敦风节不少屈，一日以私书勖之，景章怒甚，适饮茗，掷瓯于地，视之得不碎，曰：是可瓦全。遂引年归。卒赠工部侍郎，赐祭葬。

## 家族
曾祖黄泰，贈兵部主事。祖父黄绶，正德九年进士，官山东按察司佥事。父黄伯常，监生贈刑部主事。母王氏，贈安人。永感下。兄景韶，儒官。景送，南京光禄寺主簿。黄景峩，万历三十二年甲辰进士，刑部主事。景伊、景夔、景熙。黄国谦（贡士）。